# Tournefeuille
Tournefeuille é uma comuna francesa na região administrativa da Occitânia, no departamento do Alto Garona. Estende-se por uma área de 18.17 km², com 27.688 habitantes, segundo os censos de 2018, com uma densidade de 1.500 hab/km².